# Kababir

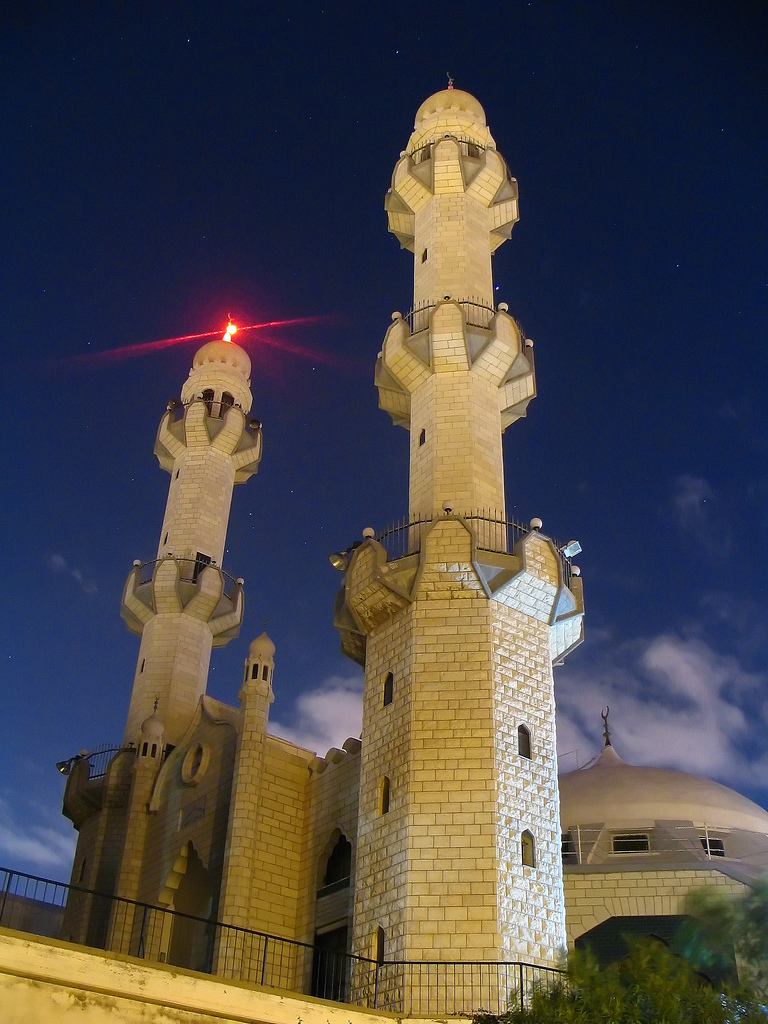
Mešita v Kababiru

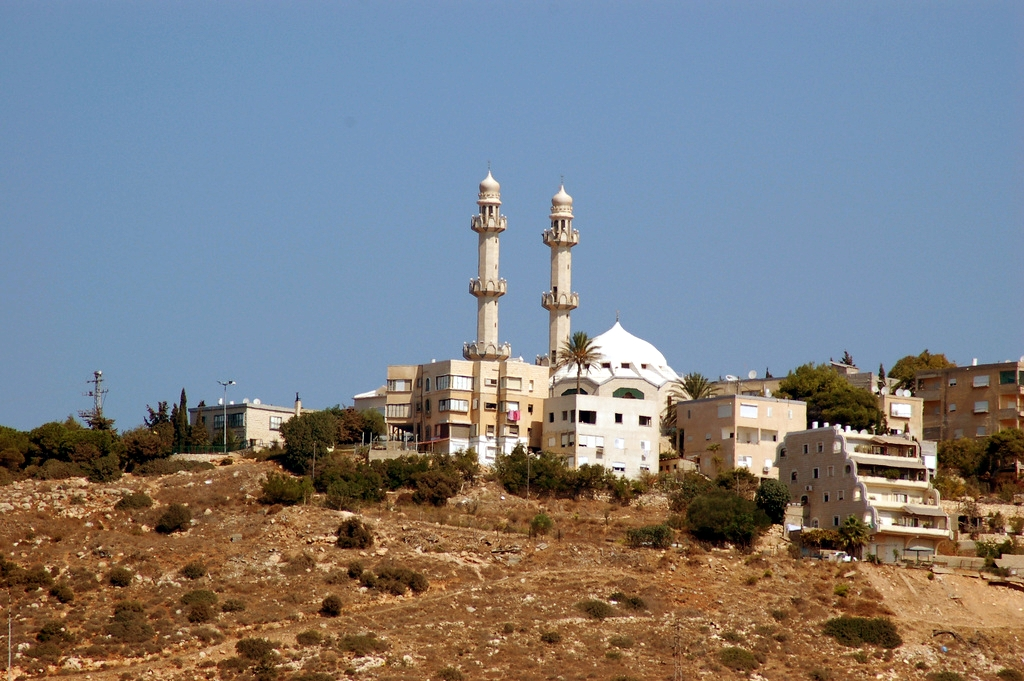
Mešita hnutí ahmadíja a okolní zástavba v Kababiru

Kababir (hebrejsky: כבאביר, Kab'abir, arabsky: كبابير, Kabábír) je čtvrť v západní části Haify v Izraeli. Nachází se v administrativní oblasti ha-Karmel, v pohoří Karmel.

## Geografie
Leží v nadmořské výšce asi 200 metrů, 3 kilometry jihozápadně od centra dolního města. Na jihu s ní sousedí čtvrť Karmelija, na východě Karmel Vatik a Karmel Merkazi, na severu Karmel Ma'aravi a na západě Neve David a Mevo'ot Daromim. Zaujímá vrcholové partie úzké sídelní terasy, která se na západní stranu svažuje k pobřeží Středozemního moře. Na jihu ji ohraničuje zalesněné údolí, jímž protéká vádí Nachal Sijach, na severu je to vádí Nachal Amik, obě směřující k západu. Populace je převážně arabská s výraznou židovskou menšinou.

## Dějiny
Za jejím vznikem stojí muslimské náboženské hnutí ahmadíja, jehož členové tu sídlili již počátkem 20. století. Plocha této městské části dosahuje 0,54 kilometru čtverečního. V roce 2008 tu žilo 2 310 lidí (z toho 580 Židů, 1 490 muslimů a 170 arabských křesťanů).